# داریوش گناتوفسکی
داریوش گناتوفسکی (لهستانی: Dariusz Gnatowski؛ ‏ ۲۴ مهٔ ۱۹۶۱ – ۲۰ اکتبر ۲۰۲۰) بازیگر اهل لهستان بود.
از فیلم‌ها یا مجموعه‌های تلویزیونی که وی در آن‌ها نقش داشته‌است، می‌توان به سارا، با آتش و شمشیر (فیلم)، با آتش و شمشیر (مجموعه تلویزیونی)، حوزه استحفاظی ۱۳، صحنه جرم، در خوشی و سختی، جهان به روایت خانواده کیپسکی و عشق اول اشاره نمود.